# باشگاه فوتبال الملعب تونس
باشگاه فوتبال الملعب تونس (عربی: الملعب التونسی) یک باشگاه فوتبال در کشور تونس است.
این باشگاه که در سال ۱۹۴۸ میلادی تأسیس شده‌است در شهر تونس قرار دارد، سابقه ۴ قهرمانی در لیگ دسته اول فوتبال تونس و ۶ قهرمانی در جام حذفی فوتبال تونس را دارد.